# Країна

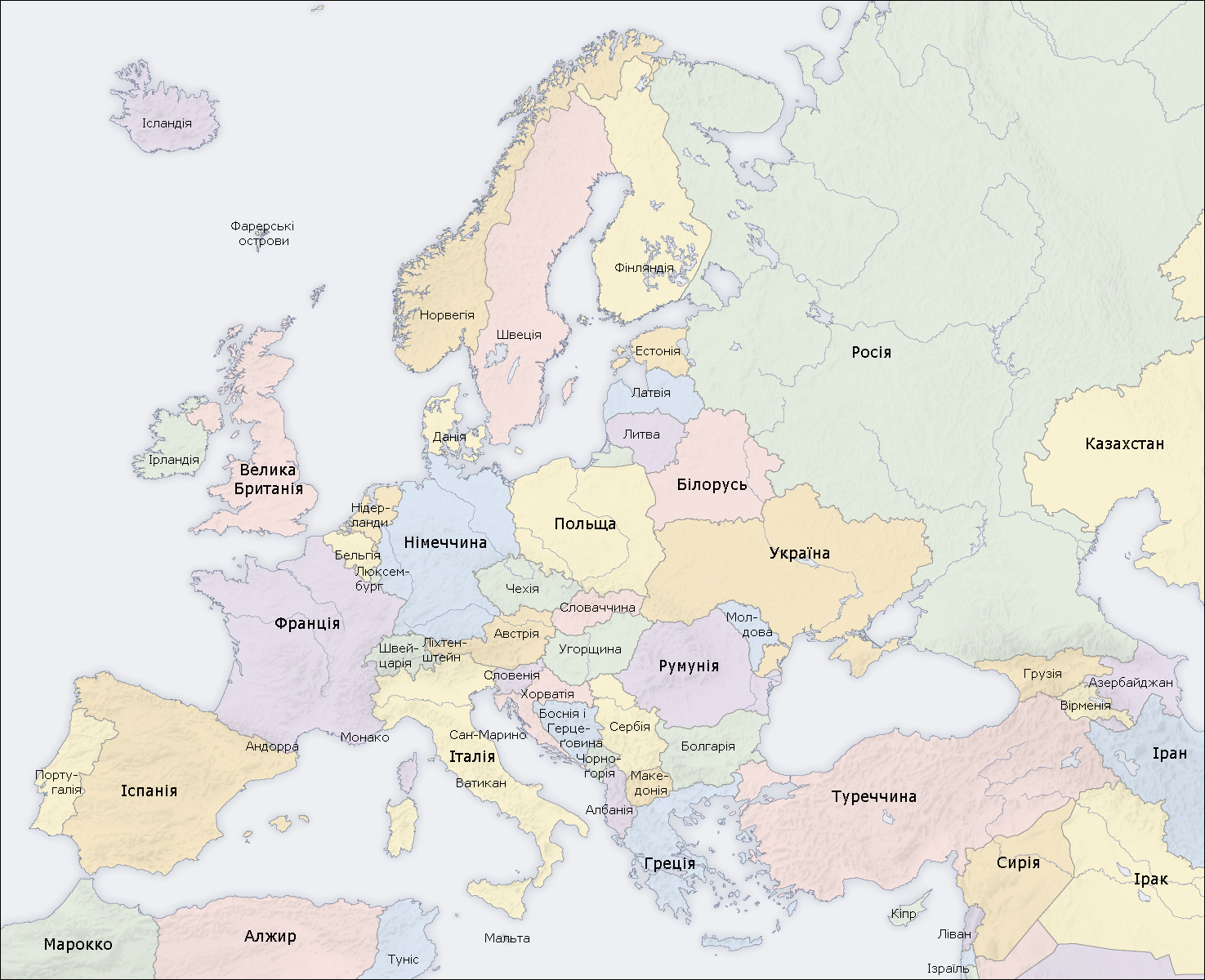
Політична карта Європи

Краї́на — територія з визначеними кордонами й населенням, що є єдиним цілим з погляду історії, культури, нації та в політико-географічному плані може бути незалежною або залежною. Країна не завжди є державою.
У світі є 195 країн-держав. Практично всі вони, за винятком Ватикану, Палестинських територій і невизнаних держав, є членами ООН.

## Політична мапа світу

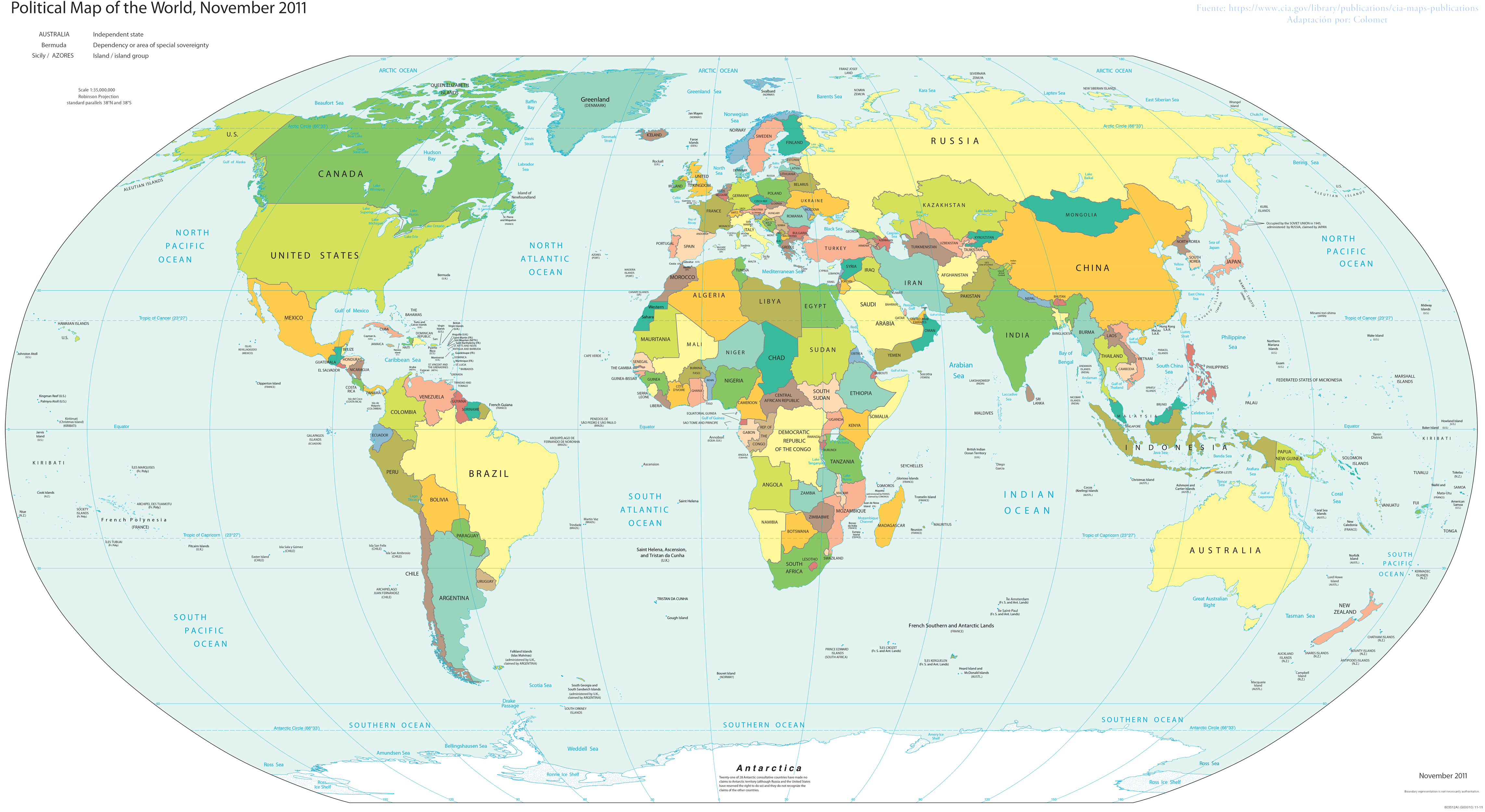
Політична мапа світу

Політична мапа світу з'явилася з утворенням перших держав. Можна вирізнити кілька етапів її формування:
- Рабовласницький (до V ст. н. е.). На цьому етапі виникли перші могутні держави — осередки світової цивілізації — Греція, Рим, Карфаген, Єгипет, Вавилон, Персія, Китай, Індія.
- Феодальний (V—XV ст.). З багатьох дрібних феодальних держав формувалися могутні імперії, постійно змінювались кордони. Впливові країни того часу: Київська Русь, Візантія, Англія, Іспанія, Франція та інші.
- Новий, або капіталістичний (XVI — початок XX ст.). Відбулась Доба великих географічних відкриттів, йшло загарбання колоній, на політичній арені з'являються потужні Османська, Австро-Угорська, Російська імперії. Формується світовий ринок і завершується поділ світу між капіталістичними країнами.
- Початок ХХ ст. — 1985 рік. Основні зміни на світовій політичній мапі у ХХ ст.:
  - 1900–1917 рік. Загострення політичних відносин на межі століть переросло в першу світову війну, внаслідок якої європейські країни зазнали кризи, а лідером світової економіки і політики поступово стали Сполучені Штати Америки. У світі на цьому етапі існувало 55 суверенних держав.
  - 1917–1939 роки. Ліга націй передала колонії Німеччини під мандат держав-переможниць у першій світовій війні. Як наслідок: зменшилася територія Німеччини (Ельзас, Лотарингія); збільшилися колонії Франції, Англія володіла 60 % колоній світу. Розпалася Австро-Угорщина; натомість з'явилася Австрія, Угорщина, Чехословаччина, Югославія. Самостійними державами стали Польща та Фінляндія. Розпалася також Османська імперія, внаслідок чого виникли Туреччина, Трансйорданія, Палестина, Ірак, Сирія, Ліван. Утворилася Монголія, було окуповано країни Балтії.
  - 1939–1960 роки. На початку другої світової війни налічувалося вже 70 суверенних держав, у 1947 році — 81 держава. У 1949-му з'явилися ФРН і НДР. Значні зміни сталися на політичній карті Африки: 1960 рік було названо роком Африки — 17 країн континенту здобули незалежність. Колоніальні системи США, Великої Британії та Франції були зруйновані.
- Сучасний етап. Після 1985 року розпочалася демократизація соціалістичного ладу. Сталися такі зміни:
  - Розпад соціалістичного табору. Країни Центральної Європи (Польща, Угорщина, Чехо-Словацька Федеративна Республіка) провели радикальні реформи в суспільстві та перейшли до ринкової економіки;
  - об'єднання Німеччини у 1990 році;
  - Розпад Радянського Союзу у 1991 році.
  - Розпад Союзної Федеративної Республіки Югославії, внаслідок чого утворилася Союзна Республіка Югославія (СРЮ, у складі Сербії та Чорногорії), Словенія, Хорватія, Боснія і Герцеговина, Північна Македонія.
  - «Мирне розлучення» Чехословаччини і утворення Чехії та Словаччини.
  - Здобуття незалежності Намібією — останньою колонією Африки.

## Назви країн
У більшості країн є дві назви: протоколарна назва та географічна назва.
Протоколарна назва (повна назва, офіційна назва), наприклад, Республіка Індія, Чеська Республіка, Швейцарська Конфедерація, Держава Катар, Князівство Монако, Королівство Норвегія, Велике Герцогство Люксембург, Федеративна Демократична Республіка Ефіопія, Сполучене Королівство Великої Британії та Північної Ірландії, Сполучені Штати Америки, Австралійський Союз, Соціалістична Республіка В'єтнам, Союз Радянських Соціалістичних Республік. Повна форма (офіційна назва) використовується, якщо йдеться про державу як юридичну особу (суб'єкт права): наприклад, Це рішення адресоване Сполученому Королівству Великої Британії та Північної Ірландії. Французька Республіка уповноважена…, Угода між Арабською Республікою Єгипет. Якщо повторення назви штату в тексті призводить до переваг використання короткої форми, його можна ввести за допомогою фрази «надалі іменованої … (географічна назва)».
Географічна назва (коротка назва), наприклад, Індія, Чехія, Швейцарія, Катар, Монако, Норвегія, Люксембург, Ефіопія, Сполучене Королівство, Сполучені Штати, Австралія, В'єтнам, Радянський Союз. Коротка форма (коротка назва) використовується, коли держава згадується географічно або економічно: наприклад, Робітники, які проживають у Франції. Експорт з Греції….
Для деяких станів повна та коротка форма ідентичні: наприклад, Демократична Республіка Конго, Домініканська Республіка, Об'єднані Арабські Емірати, Центральноафриканська Республіка, Боснія і Герцеговина, Угорщина, Грузія, Канада, Малайзія, Монголія, Нова Зеландія, Румунія, Сент-Вінсент і Гренадини, Соломонові Острови, Тувалу, Туркменістан, Україна, Чорногорія, Ямайка, Японія.

## Символи країн
- Національний прапор
- Державний герб
- Державний гімн

## Державний лад і державний устрій

### Форми правління
Основні типи державного ладу і форми правління:
1. Монархія — форма правління, за якої главою держави є монарх (король, князь, султан, шах, емір) і влада успадковується наступником. Реально у світі налічується близько 30 монархій. Монархії поділяють на:
  - абсолютні, коли законодавча влада належить монарху: Бруней, Катар, Оман, Об'єднані Арабські Емірати (ОАЕ) тощо,
  - конституційні — коли верховна влада монарха обмежена конституцією: Велика Британія, Бельгія, Іспанія, Данія, Швеція, Норвегія, Японія і т. д.;
  - теократичні — коли глава церкви є водночас також главою держави: Ватикан, Саудівська Аравія.
2. Республіка — форма правління, за якої всі вищі органи державної влади обираються чи формуються загальнонаціональними установами — парламентами. Наприклад: Сполучені Штати Америки, Федеративна Республіка Німеччина (ФРН), Україна, Росія.
3. Держави у складі Співдружності. Офіційно країн з подібною формою правління — 15 (це фактично незалежні держави, главами яких юридично вважається королева Великої Британії). Загальні ж збори колишніх колоній збирають понад 40 країн-представниць.

### Державний устрій
Основні форми державного устрою:
1. Унітарна держава — форма устрою, за якої територія країни не має у своєму складі самостійних автономних утворень. Наприклад, Італія, Франція, Японія.
2. Федеративна держава — форма державного устрою, за якої територія країни має в своєму складі самостійні утворення. Федеративні одиниці (республіки, штати, землі, провінції) утворюють єдину державу за певної внутрішньої самостійності на основі єдиного конституційного союзу. Принципи федерального поділу:
  - національно-етнічний (Росія, Бельгія, Нігерія);
  - історично-географічний (США, Канада, Мексика, Бразилія, ФРН, Південно-Африканська республіка (ПАР).
3. Особливою формою державного устрою є конфедерація — постійний союз держав, створений для досягнення політичної чи воєнної мети (Швейцарія) або ж уній (зараз немає, а в минулому, наприклад, — Річ Посполита).

| Регіон               | Кількість незалежних держав | У тому числі | У тому числі | З них     | З них    | Залежні території |
| Регіон               | Кількість незалежних держав | Республіки   | Монархії     | Федерації | Унітарні | Залежні території |
| -------------------- | --------------------------- | ------------ | ------------ | --------- | -------- | ----------------- |
| Європа               | 41                          | 31           | 12           | 6         | 37       | 1                 |
| Азія                 | 49                          | 35           | 14           | 9         | 40       | 3                 |
| Африка               | 54                          | 50           | 3            | 3         | 50       | 5                 |
| Північна Америка     | 2                           | 2            | -            | 2         | -        | 2                 |
| Латинська Америка    | 33                          | 33           | -            | 3         | 30       | 14                |
| Австралія та Океанія | 13                          | 12           | 1            | 2         | 11       | 17                |

## Типологія країн світу
Типологія країн залежить від того, які ознаки покласти в її основу. Критеріями поділу можуть бути:
- розмір території,
- кількість населення,
- рівень економічного розвитку,
- частка країни у світовому господарстві,
- структура економіки, тощо

| Найбільші країни | Територія, млн км² | Найменші країни | територія, км² |
| ---------------- | ------------------ | --------------- | -------------- |
| Росія            | 17                 | Ватикан         | 0,4            |
| Канада           | 10                 | Монако          | 2              |
| Китай            | 9,57               | Науру           | 21             |
| США              | 9,52               | Тувалу          | 24             |
| Бразилія         | 8,51               | Сан-Марино      | 62             |

| Країна    | Населення, млн чол. | Країна     | населення тис. чол. |
| --------- | ------------------- | ---------- | ------------------- |
| Китай     | 1,373,710           | Ватикан    | 0,8                 |
| Індія     | 1 156,898           | Тувалу     | 9                   |
| США       | 322,425             | Науру      | 10                  |
| Індонезія | 190                 | Палау      | 16                  |
| Бразилія  | 205,329             | Сан-Марино | 24                  |

В типологію країн може бути покладено виробничі відносини в суспільстві та рівень соціально-економічного розвитку. Найважливіший показник цього рівня — вироблений країною валовий внутрішній продукт (ВВП), який є сукупною вартістю усіх товарів і послуг, вироблених і реалізованих протягом року в країні.
Економічна структура світового господарства складається з країн різного рівня розвитку і видів виробничих відносин. Основу цієї типології складають:
- співвідношення частки аграрного (сільськогосподарського) і промислового виробництва в економіці держави: аграрні, аграрно-промислові, промислово-аграрні, промислові (індустріальні), постіндустріальні країни;
- рівень валового внутрішнього та національного продукту;
- показник ВВП на душу населення.

| Показник ВВП на душу населення | Країна |
| ------------------------------ | --- |
| понад 10 тис. доларів          | країни Північної та Середньої Європи, США, Канада, Австралія, Японія, Кувейт, Нова Зеландія Сінгапур, ОАЕ                               |
| 3-10 тисяч доларів             | Венесуела, Лівія, ПАР, європейські країни (крім постсоціалістичних), країни Перської затоки (крім Ірану), Бутан, Південна Корея Тайвань |
| 1-3 тисячі доларів             | Таїланд, Малайзія, Мексика, Алжир, Туреччина, деякі країни Південної Америки                                                            |
| до 1 тисячі доларів            | решта країн |

Розрізняють також валовий суспільний продукт — вартість продукції матеріального виробництва та національний дохід — частину вартості суспільного продукту, що лишилася після відшкодування матеріальних витрат. Узявши до уваги названі критерії, а також ступінь сформованості господарства та його управлінські структури, країни світу можна поділити на три великі групи: економічно розвинені капіталістичні країни; країни постсоціалістичного розвитку; країни, що розвиваються.
До кожної групи входять країни, які мають як спільні риси, так і значні відмінності. Країни першої групи посідають провідні місця у світовому господарстві практично за всіма показниками. Їх близько 40. Це — індустріальні або постіндустріальні держави з розвиненою промисловістю (до 2/3 промислової продукції світу) та інтенсивним високотоварним сільським господарством. Саме в цих країнах найвищий рівень розвитку науки і наукомістких виробництв, значна концентрація світового капіталу, високий рівень життя населення.
З поміж економічно розвинених країн можна вирізнити декілька груп:
- країни «великої сімки» — США, Японія, Німеччина (ФРН), Велика Британія, Франція, Італія, Канада;
- високорозвинені західноєвропейські країни: Швеція, Норвегія, Фінляндія, Данія, Бельгія, Нідерланди, Люксембург, Іспанія, Швейцарія, Австрія;
- країни переселенського капіталізму — ПАР, Австралія, Нова Зеландія, Ізраїль;
- країни середнього рівня розвитку з високими темпами соціально-економічного прогресу: Ісландія, Ірландія, Португалія, Греція, Туреччина, західноєвропейські мікродержави;
- країни нової індустріалізації — Південна Корея, Тайвань, Сінгапур, Індонезія, Малайзія, Мексика, Бразилія, Аргентина, Уругвай, Чилі.

До групи постсоціалістичних країн належать:
- соціалістичні країни централізованого планування (Куба, КНДР, Китай, Лаос, В'єтнам' Монголія);
- центральноєвропейські країни перехідної економіки (Польща, Чехія, Словаччина, Угорщина, Румунія, Болгарія, Хорватія, Словенія, Боснія і Герцеговина Північна Македонія, Албанія;
- молоді незалежні держави, що утворилися після розпаду Радянського Союзу (Російська Федерація, Україна, Білорусь, Естонія, Латвія, Литва, Молдова, Грузія, Вірменія, Азербайджан, Казахстан, Узбекистан, Туркменістан, Киргизстан, Таджикистан).

Найчисленнішою групою (понад 100 країн) є третя — країни, що розвиваються, або країни третього світу:
- країни великого потенціалу з відносно розвиненою економікою (Індія, Пакистан, Венесуела, Єгипет, Марокко, Туніс).
- країни — експортери нафти з високим рівнем економічного розвитку (Саудівська Аравія, Оман, Кувейт, ОАЕ, Бруней, Катар, Ірак, Іран тощо).

## Поділ на регіони
З огляду на природно-географічні, історично та соціально-географічні фактори весь світ можна поділити на великі регіони та групи країн.
1. Європа
  - Західна: країни Північної, Середньої, Південної Європи.
  - Центральна: постсоціалістичні (Польща, Чехія, Румунія та ін.), країни Балтії(Естонія, Литва, Латвія).
  - Східна: Білорусь, Молдова, Україна; Росія (європейська частина), Казахстан (європейська частина); країни Закавказзя (економічно).
2. Азія
  - Південно-Західна: великий регіон (16 країн) від східного узбережжя Середземного моря до Афганістану і від гір Кавказу до узбережжя Індійського океану.
  - Південна: Індія, Бангладеш, Непал, Бутан, Пакистан, Шрі-Ланка.
  - Південно-Східна: 11 країн Індокитаю та Малайського архіпелагу: Бруней, В'єтнам, Індонезія, Камбоджа, Лаос, Малайзія, М'янма, Сінгапур, Таїланд, Філіппіни, Східний Тимор.
  - Східна Азія: Китай (КНР), Монголія, Японія, КНДР (Північна Корея), Тайвань, Аомінь, (Макао) має особливий статус.
  - Центральна Азія: Туркменістан, Узбекистан, Таджикистан, Казахстан, Киргизстан, Монголія, райони Тибету (КНР) та Алтаю (Росія).
3. Америка
  - Північна Америка (США, Канада). За географічною ознакою сюди ж входить Мексика (частіше її відносять до регіону Латинської Америки).
  - Центральна Америка. Близько 30 країн (з них 17 незалежні), розташовані від півострова Юкатан до Панами, а також країни Карибського басейну.
  - Південна Америка (решта країн, з них 12 незалежні). Зустрічається також термін «країни Латинської Америки» — південно- та центральноамериканські латиномовні країни.
4. Африка: Північна, Південна, Західна, Східна, Центральна.
5. Австралія та Океанія.